# Anjo de Mim
Anjo de Mim é uma telenovela brasileira produzida e exibida pela TV Globo de 9 de setembro de 1996 a 28 de março de 1997, em 173 capítulos. Substituiu Quem É Você? e foi substituída por O Amor Está no Ar, sendo a 50ª "novela das seis" exibida pela emissora.
Escrita por Walther Negrão, com colaboração de Elizabeth Jhin, Ângela Carneiro e Vinícius Vianna, teve direção de Ary Coslov, Roberto Naar, Edson Spinello e Alexandre Avancini. A direção geral e de núcleo foram de Ricardo Waddington.
Contou com as atuações de Tony Ramos, Vivianne Pasmanter, Palomma Duarte, Márcio Garcia, Carolina Kasting, Herson Capri e Helena Ranaldi nos papéis principais.

## Enredo
O espiritismo, visto sob a óptica das regressões a vidas passadas, é o tema da história. O cético escultor Floriano Ferraz, atormentado por visões indecifráveis de uma mulher que morre a seus pés, resolve procurar a ajuda do psiquiatra Ulisses. Com técnicas de regressão, descobre que em 1880, na cidade fluminense de Petrópolis, ele fora Belmiro, um tenente apaixonado pela jovem Valentina, que morrera tragicamente nas circunstâncias que apareceram em seus sonhos. Antes de morrer, ela marcara um encontro com o amado nos dias atuais, numa determinada mansão.
A experiência transtorna completamente a vida de Floriano, que resolve abandonar tudo, inclusive a namorada Antônia, para encontrar a reencarnação da amada. O escultor muda-se para Petrópolis, mas sua busca não é nada fácil, porque Valentina não reencarna com a mesma fisionomia. Ele encontra três possíveis candidatas: Maria Elvira, Joana e Lavínia.
O antagonista de Floriano em sua empreitada romântica é Marco Monterrey. Os dois disputam um velho palacete que Floriano quer restaurar, porque o prédio é o ponto de encontro com sua amada. Marco deseja derrubar o palacete para construir um shopping e encobrir um crime do passado. A luta entre os personagens coloca em discussão o debate entre preservação do patrimônio e progresso, dividindo a opinião pública da cidade. Afinal, revela-se que Marco é a reencarnação de Cincinato, responsável pela morte de Valentina.

## Elenco
| Interprete              | Personagem                                          |
| ----------------------- | --------------------------------------------------- |
| Tony Ramos              | Floriano Ferraz                                     |
| Tony Ramos              | Belmiro Castanho                                    |
| Helena Ranaldi          | Joana Paiva Rabelo                                  |
| Vivianne Pasmanter      | Lavínia Vaz / Valentina Santarém (reencarnação)     |
| Herson Capri            | Marco Monterrey                                     |
| Palomma Duarte          | Maria Elvira Monterrey / Valentina Santarém (falsa) |
| Elias Gleizer           | Graciliano Gouveia (Canequinha)                     |
| Marcio Garcia           | Fernando Monterrey (Nando)                          |
| Carolina Kasting        | Valentina Santarém                                  |
| Milton Gonçalves        | Mestre Quirino / Sebastião                          |
| Tássia Camargo          | Antônia Padilha                                     |
| Françoise Forton        | Renata Monterrey                                    |
| Cláudia Alencar         | Divina Gonçalves                                    |
| Otávio Augusto          | Sinésio Paiva Rabelo                                |
| Íris Bustamante         | Camila                                              |
| Eduardo Moscovis        | Wagner Freitas Bastos                               |
| Mauro Mendonça          | José Balbino                                        |
| Gracindo Júnior         | Cincinato                                           |
| Fábio Sabag             | Germinal Santarém                                   |
| Sebastião Vasconcelos   | Rutílio Freitas Bastos                              |
| Yoná Magalhães          | Yvete Freitas Bastos                                |
| Carlos Gregório         | Altino Pereira                                      |
| Ângela Vieira           | Zelinda Gonçalves                                   |
| Renata Dutra            | Heloísa Pereira Gonçalves (Helô)                    |
| Cláudio Corrêa e Castro | Inácio Gonçalves                                    |
| Léa Camargo             | Agripina Pereira                                    |
| Floriano Peixoto        | Delegado Geraldo                                    |
| Maria Helena Dias       | Guiomar                                             |
| Roberto Frota           | Crispim Vaz                                         |
| Lina Fróes              | Francisca Vaz (Dona Xica)                           |
| Jonathan Nogueira       | Otávio Pereira Gonçalves (Tatá)                     |
| Renata Lima             | Kátia                                               |
| Edson Silva             | Pingo                                               |
| Alexandre Zacchia       | Pedrão                                              |
| Renata Mafra            | Lurdes                                              |
| Sônia Zagury            | Yara                                                |
| Elza Lagame             | Cozinheira da casa de Bianor                        |
| Odilon Wagner           | Dr. Ulysses                                         |
| Daniela Escobar         | Teresa                                              |
| Alexandre Lemos         | Altino Pereira Gonçalves Jr. (Tinim)                |

### Participações especiais
| Interprete      | Personagem |
| --------------- | ---------- |
| José Wilker     | Bianor     |
| Eva Todor       | Cotinha    |
| Ana Rosa        | Marly      |
| Gilberto Sálvio | Damasceno  |
| Carmem Caroline | Paulina    |
| Jorge Cherques  | Palhares   |
| Mauro Porrino   | Sandro     |
| Mário Roberto   | vigia      |
| Nívea Stelmann  | Maralanis  |
| Renata Lima     | Kátia      |
| Renata Mafra    | Lurdes     |

## Audiência
A novela teve média geral de 28 pontos, considerada uma das menores audiências do horário.

## Produção
Para escrever a trama, o autor Walther Negrão baseou-se na doutrina kardecista para aprofundar o tema da reencarnação e dos laços espirituais que unem as pessoas por várias vidas. A novela, que fora situada em duas épocas distintas, teve duas cidades cenográficas, projetadas por Mário Monteiro e Keller Veiga, tendo construído duas cidades, com versões diferentes de uma praça, onde ficava o palacete de Valentina. Para manusear os instrumentos de trabalho de seu personagem, Tony Ramos ajudou Jaqueline Cavalcanti para fazer uma escultura; já Milton Gonçalves teve a colaboração dos artistas Jessé e Carlinhos para dar forma às esculturas em pedra-sabão e madeira feitas pelo seu personagem.

## Trilha Sonora
Anjo de Mim 
Capa: Tony Ramos[carece de fontes?]
1. "Anjo de Mim" - Simone e Sérgio Mendes (tema de abertura)
2. "Na Sombra de Uma Árvore" - Wando (tema de Divina)
3. "Amar É…" - Roupa Nova (tema de Lavínia)
4. "Vem Quente que Eu Estou Fervendo" - Barão Vermelho (tema de Nando)
5. "O Amor" - Gal Costa (tema de Joana)
6. "De Sombra e De Sol" - Flávio Venturini (tema de Maria Elvira)
7. "Te Amo pra Sempre" - Kid Abelha (tema de Helô)
8. "S.O.S. Brasil" - Cidade Negra (tema de núcleo familiar de Divina)
9. "Lua Pra Guardar" - Pedro Camargo Mariano (tema de Antônia)
10. "Sair do Chão" - Vinny (tema de Wagner)
11. "Feliz" - Selma Reis (tema de Floriano)
12. "Amores Estranhos (Amores Extraños)" - Andressa (tema de Renata)
13. "Valentina" - Guilherme Dias Gomes (tema de Belmiro e Valentina)
14. "Monterrey" - Guilherme Dias Gomes (tema de Marco Monterrey)

### Anjo de Mim Trilha Sonora Internacional
Capa: Paloma Duarte[carece de fontes?]
1. "Where Do You Go" - No Mercy
2. "Experiencia religiosa" - Enrique Iglesias (tema de Floriano e Joana)
3. "Sexual Healing" - Max-a-Milian
4. "Nobody Knows" - The Tony Rich Project (tema de Nando)
5. "Da Bomb" - Inner Circle
6. "You Learn" - Alanis Morissette (tema de Antônia)
7. "Children" - Robert Miles
8. "Words" - Boyzone (tema de Maria Elvira)
9. "You're Makin' Me High" - Toni Braxton
10. "Suddenly" - Soraya (tema de Nando e Lavínia)
11. "Brighter Day" - Kelly Llorenna
12. "Lady (You Bring Me Up)" - Simply Smooth (tema de Camila)
13. "I Can't Make You Love Me" - Carol Bailey
14. "Sei Tu" - Mafalda Minnozzi (tema de Inácio e Agripina)